# 托里切拉-因萨比纳
托里切拉-因萨比纳（義大利語：Torricella in Sabina），是意大利列蒂省的一个市镇。总面积25.78平方公里，人口1382人，人口密度53.6人/平方公里（2009年）。ISTAT代码为057069。